# Parque Nacional da Furna Feia
O Parque Nacional da Furna Feia é uma  unidade de conservação brasileira de proteção integral da natureza  localizada no Rio Grande do Norte, na Mesorregião do Oeste Potiguar e Microrregião de Mossoró.
O parque tem uma área de aproximadamente 8 494 ha, distribuída pelos municípios de Mossoró e Baraúna. É administrado pelo Instituto Chico Mendes de Conservação da Biodiversidade (ICMBio).
Criado em 2012, o parque ainda não está aberto ao público em virtude de uma série de fatores, dentre eles a conclusão de um plano de manejo, regularização fundiária de terras e a construção de uma estrutura de apoio para os visitantes.

## História

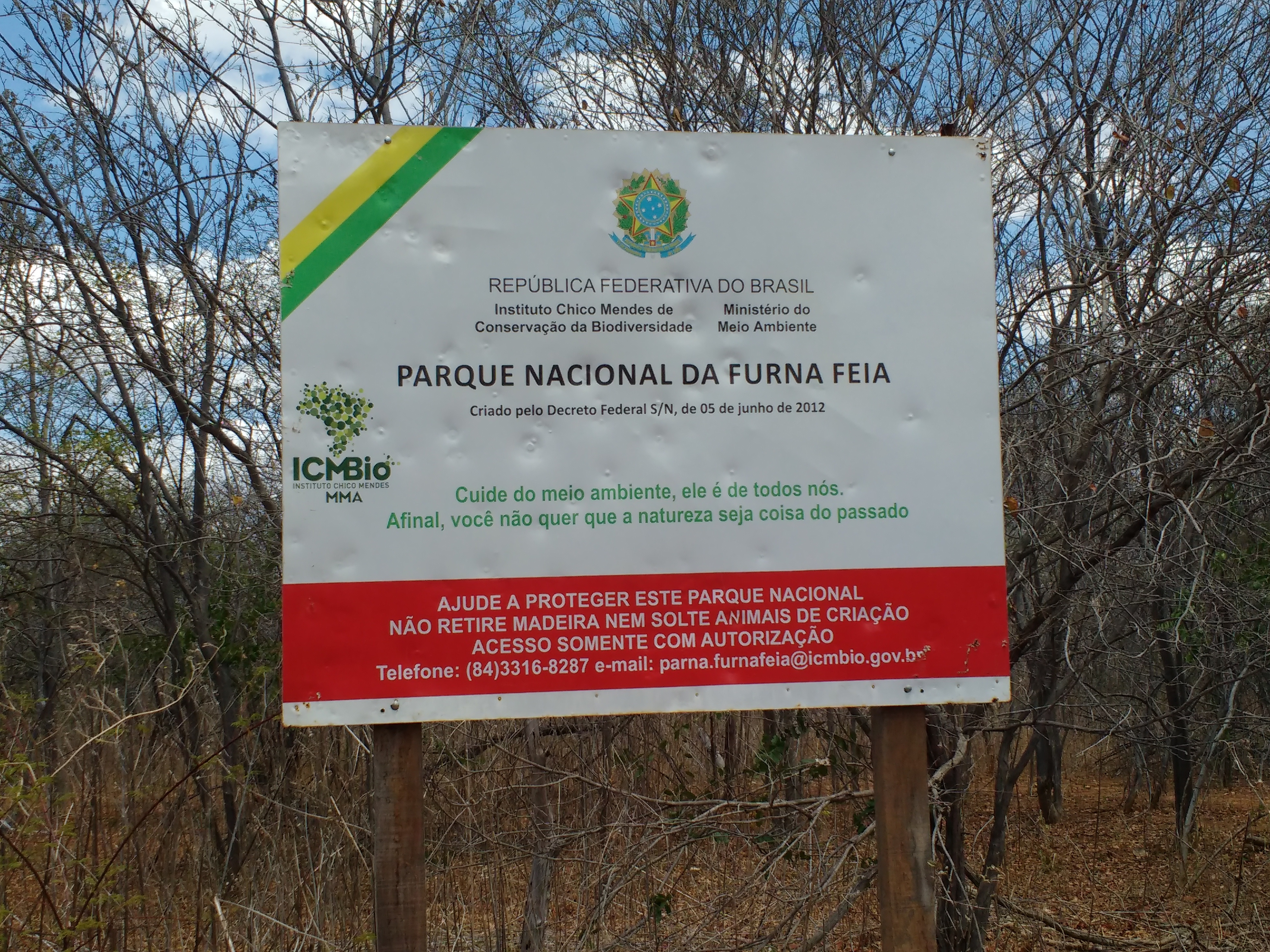
Placa de entrada do parque

Criado através do Decreto sem número emitido pela Presidência da República em 5 de junho de 2012, o parque tem como objetivos
| “ | ... a preservação do complexo espeleológico da Furna Feia e a biodiversidade associada ao bioma Caatinga; a realização de pesquisas científicas e o desenvolvimento de atividades de educação e interpretação ambiental, de recreação em contato com a natureza e de turismo ecológico. | ” |

Furna Feia é o primeiro parque nacional do estado do Rio Grande do Norte e sua administração está a cargo do Instituto Chico Mendes de Conservação da Biodiversidade (ICMBio).
Em 2014, o ICMBio envolveu o Parque Nacional de Furna Feia em uma polêmica ambiental, onde a mineradora Ferrous, que causou dano a cavernas de alta relevância na região de Congonhas no quadrilátero ferrífero de Minas Gerais, foi instruída pelo Instituto a executar sua compensação em Furna Feia. A medida foi mal vista por ambientalistas, espeleólogos e até pelos próprios mineradores, pois, pela legislação ambiental, a compensação deve ocorrer, preferencialmente, na mesma microbacia em que ocorreu a degradação.